# 瀬波海岸

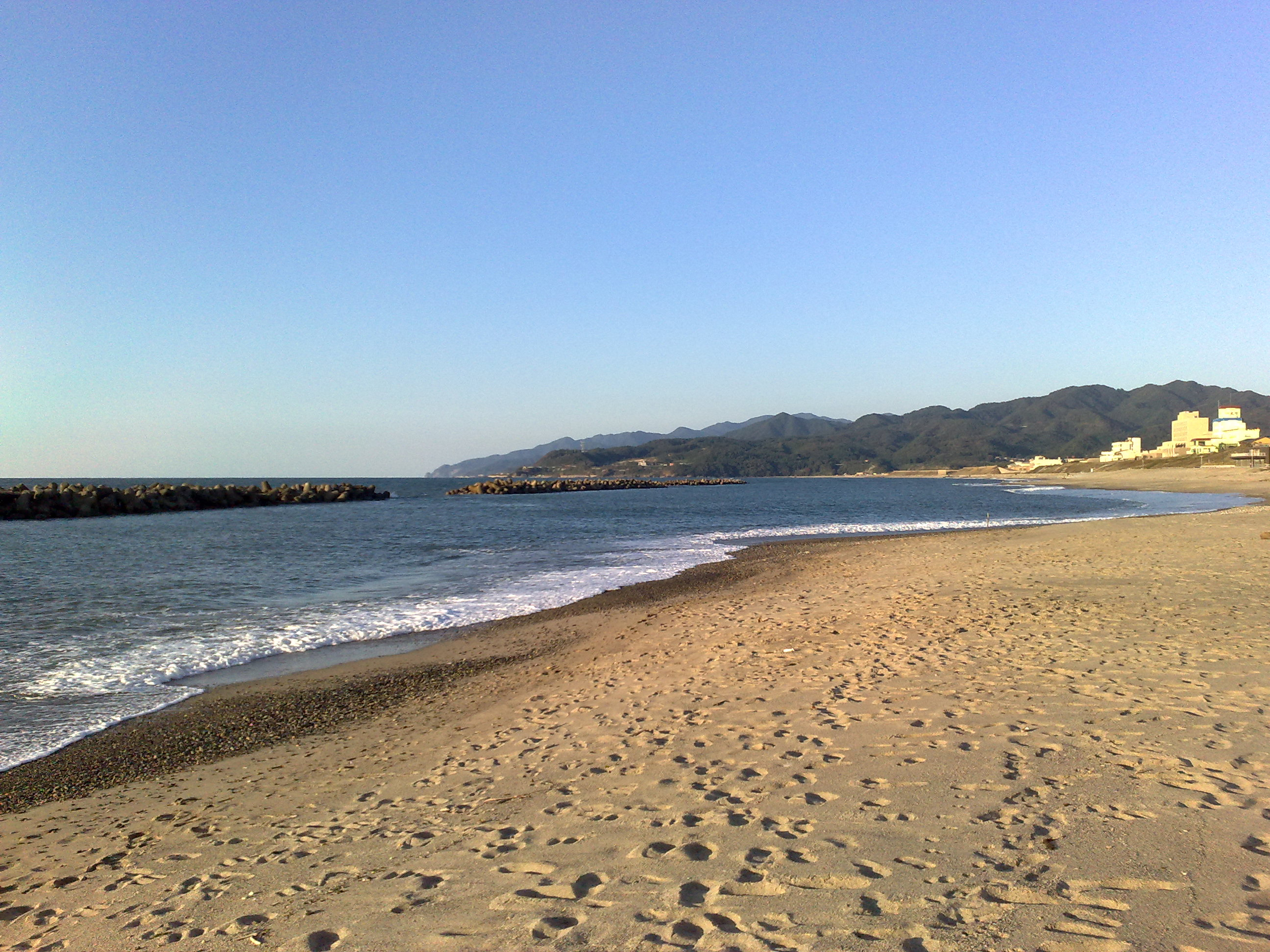
瀬波海岸

瀬波海岸（せなみかいがん）は新潟県村上市瀬波にある海岸。近くに瀬波温泉街がある他、瀬波温泉海水浴場があり、環境省による快水浴場百選にも選ばれている。防風や防砂目的で海岸林が築かれており、元和6年（1620年）に、村上藩主が屋敷や畑を守るため植えたものが始まりといわれている。
1945年10月3日、アメリカ合衆国進駐軍の軍艦や輸送艦が20隻ほどが瀬波海岸に上陸した。終戦直後ということもあり、地元民は家へとあわてて戻り板戸を下し鍵を閉めたという。進駐軍は同年の12月まで同海岸にとどまり、日本海側の進駐拠点として、アメリカ合衆国からの軍用物資が持ち込まれた。上陸地としての候補には新潟港が挙げられていたものの、機雷が多く残っていたことからこの瀬波海岸が選ばれた。1995年にはこのことを後世に伝えるため海岸に記念碑が建立された。